# Carles Verdaguer Pujantell
Carles Verdaguer Pujantell, né le 24 juin 1965, est un élu andorran. Il remplace Monserrat Gil Torne qui a été nommée au ministère de la Santé par Albert Pintat Santolària.